# Жорж Мельєс
Жо́рж Мельє́с (фр. Maries-Georges-Jean Méliès; 8 грудня 1861 — 21 січня 1938) — французький підприємець, режисер, один з засновників світового кінематографа.

## Біографія
Народився в Парижі в сім'ї промисловця, мав старшого брата — Гастона. Будучи забезпеченою людиною, Мельєс присвятив багато часу своїм захопленням, серед яких чільне місце займали театр та мистецтво сценічної ілюзії. Як ілюзіоніст він виступав у театрі «Робер-Уден», яким володів. У 1895 році він опинився на одному з перших кіносеансів братів Люм'єр й відразу ж став палким прихильником кінематографу. Не зумівши придбати в Люм'єрів сконструйовану ними камеру-проектор (він пропонував великі гроші, але Люм'єри відмовили, оскільки намагалися зберегти монополію на нову розвагу, вважаючи, що вона досить швидко вийде з моди й треба користатись цим по повній), Мельєс знайшов можливість придбати аналогічний апарат англійського виробництва й почав активно експериментувати.
Вже в 1896 році він знайшов спосіб створення перших спецефектів, заснованих на стоп-кадрі, покадровій зйомці, подвійній та багатократній експозиції, пришвидшеній та уповільненій протяжності плівки, каширування та інших засобах.
У 1897 році Мельєс заснував власну студію «Стар фільм» (фр. Star Film) в своєму маєтку в Монтрей й почав активне виробництво короткометражних кінофільмів. Також знімав «псевдохроніку» — постановочні сюжети, які відтворювали реальні події. Наприклад, відомо про зняті ним короткометражки «Справа Дрейфуса», «Коронація Едуарда VII» (Le couronnement du roi Édouard VII, 1902) та інші. Для деяких з них, як для «Виверження вулкана на Мартиніці» (Éruption volcanique à la Martinique, 1902), Мельєс також використовував спецефекти.
З 1896 по 1913 роки Мельєс зняв понад 500 фільмів тривалістю від однієї до 40 хвилин (різні джерела вказують від 517 до 666 фільмів), з яких збереглося близько 200. Найвідомішою його роботою є відома комедія «Подорож на Місяць» (1902) — перший в історії кінематографа науково-фантастичний фільм.
Мельєс намагався заробляти, продаючи кінотеатрам копії своїх фільмів, але найпотужніший ринок — американський — виявився для нього закритим, оскільки Томас Едісон вважав себе володарем всіх американських патентних прав на кінотехнології й вважав, що має право копіювати й продавати для показу будь-який зроблений без його санкції фільм, в тому числі й фільми Мельєса. В результаті Мельєс не отримав практично нічого за показ своїх фільмів в США й у 1914 році змушений був продати студію. Негативи своїх фільмів він у нападі люті спалив.
До 1909 року Мельєс мусив відмовитися від своєї самостійності й почав працювати для фірми «Брати Пате».
1925 року він одружився з Жанна д'Альсі.
Мельє тривалий час працював продавцем іграшок на Монпарнасі. Про його внесок у розвиток кінематографу ніхто не згадував до 1932 року, коли Кінематографічне товариство прийняло його, повністю розореного, до замку Орлі, де він й прожив залишок життя.
Я народився з душею артиста, обдарованого спритністю рук, метким розумом й вродженим акторським талантом. Я був одночасно й розумовим й фізичним робітником.— Жорж Мельес
Жорж Мельєс був нагороджений орденом Почесного легіону. 
Помер в пансіоні для літніх акторів у Парижі. Похований на цвинтарі Пер-Лашез.
Біографію Жоржа Мельєса покладено в основу знятого 2011 року фільму «Хранитель часу». Роль самого Мельєса виконав Бен Кінґслі.

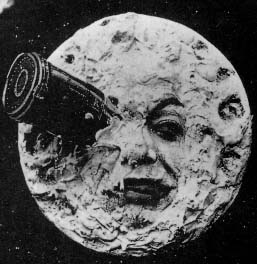
Сцена, в якій космічний корабель потрапляє в око Місяця, стане одним з найбільш знакових образів у історії кінематографа.

## Творчий спадок
Достовірно встановити кількість фільмів, знятих Жоржем Мельєсом, неможливо. Історики кіно називають різні цифри: так, Моріс Бессп, Жозеф-Марія Ло Дюк та Марсель Лапьєр називають цифру 4000, а Шарль Форд та Рене Жанн говорять про 1000 фільмів.
Жорж Садуль пояснює такі розбіжності в цифрах тим, що в каталозі своїх фільмів Мельєс давав окремий номер кожному відрізку плівки довжиною 20 метрів незалежно від того, чи є цей відрізок самостійним фільмом, чи ж лише його частиною.

## Режисерський почерк
Багато фільмів Мельєса знято як театральні постановки зі спецефектами. Мельєс сам писав сценарії, розробляв декорації й ставив мізансцени. Для його кінопостановок характерними є мінімальна «глибина кадру» (все дійство розвертається на сцені) й нерухома камера.
Вміло застосований трюк, за допомогою якого можна зробити видимими надприродні, уявні, нереальні явища, дозволяє створювати в істинному розумінні цього слова художні видовища, які дають величезну насолоду тим, хто може зрозуміти, що всі мистецтва об'єднуються для створення цих видовищ.

## Фільмографія
- 1896 — Бівак / Le Bivouac
- 1896 — Поливальник / L'Arroseur
- 1896 — Жахлива ніч / Une nuit terrible
- 1896 — Замок диявола / Le manoir du diable
- 1896 — Малюк й дівчатка / Bébé et fillettes
- 1897 — Кабінет Мефістофеля / Le Cabinet de Méphistophélès
- 1897 — Фауст й Маргарита / Faust et Marguerite
- 1897 — Між Дувром та Кале / Entre Calais et Douvres
- 1898 — Пригоди Вільгельма Телля / Les Aventures de Guillaume Tell
- 1898 — Чотириголова людина / Un homme de têtes
- 1898 — Сон астронома / La lune à un mètre
- 1899 — Справа Дрейфуса / L'affaire Dreyfus
- 1899 — Попелюшка / Cendrillon
- 1899 — Блискавичні перетворення / L'Homme Protée
- 1900 — Жанна д'Арк / Jeanne d'Arc
- 1900 — Людина-оркестр / L'homme-orchestre
- 1900 — Найнеймовірніший спосіб лягти спати / Le déshabillage impossible
- 1901 — Людина з гумовою головою / L'homme à la tête de caoutchouc
- 1901 — Душ полковника / La douche de colonel'
- 1902 — Подорож на Місяць / Le Voyage dans la Lune
- 1902 — Виверження вулкана на Мартиніці / Éruption volcanique à la Martinique
- 1902 — Робінзон Крузо / Les Aventures de Robinson Crusoé
- 1902 — Диявол й статуя  / L'Oeuf du sorcier ou L'oeuf magique prolifique
- 1903 — Загибель Фауста / La damnation de Faust
- 1903 — Меломан / Le mélomane
- 1903 — Монстр / Le monstre
- 1903 — Королівство фей / Le royaume des fées
- 1903 — Диявольський кек-уок / Le Cake-walk infernal
- 1904 — Неймовірна подорож /Le voyage à travers l'impossible
- 1904 — Фауст й Маргарита / Faust et Marguerite
- 1904 — Чарівний ліхтар / La lanterne magicue
- 1905 — Рейс Париж — Монте-Карло /Le raid Paris-Monte Carlo en deux heures
- 1905 — Різдвяний янгол / L'Ange de Noël
- 1906 — Історія одного злочину / Histoire d'un crime
- 1906 — Чотириста підступів диявола / Les Quatre cents farces du diable
- 1906 — Мильні бульбашки / Les Bulles de savon animées
- 1907 — Гамлет / Hamlet
- 1907 — Історія цивілізації / La Civilisation à travers les âges
- 1907 — Тунель під Ла-Маншем, або Франко-англійський кошмар / Tunnel sous la manche ou Le cauchemar franco-anglais
- 1907 — Двісті миль під водою, або Кошмар рибалки / Deux Cents Milles sous les mers ou le Cauchemar d'un pêcheur
- 1908 — Рейд Париж — Нью-Йорк на автомобілі / Le Raid Paris-New York en automobile
- 1909 — Диявольський орендар / Le Locataire diabolique
- 1911 — Галюцинації барона Мюнхгаузена / Les Aventures de baron de Munchhausen
- 1912 — Завоювання полюсу / À la conquête du Pôle
- 1913 — Подорож сім'ї Буррішон / Le Voyage de la famille Bourrichon
- Georges Méliès on Google Play Store. Free App to download. [Архівовано 19 квітня 2015 у Wayback Machine.]